# Sleep Dirt
Sleep Dirt är ett album av Frank Zappa från 1979. Zappa tänkte från början döpa albumet till "Hot Rats III", Warner Brothers ändrade det dock till dess nuvarande titel. Detta bröt mot Zappas kontrakt med bolaget, och blev en del i en lång rättstvist mellan Zappa och Warner Brothers.
Innehållet på albumet består av material som egentligen var tänkt för albumet Zoot Allures men fick klippas bort, samt material som från början var tänkt att hamna på albumet Läther. Albumet är helt instrumentalt, bortsett från CD- versionen som innehåller extraversioner av några av spåren med text sjungen av Thana Harris.
Albumomslaget består av en bild på Hedorah från Godzilla filmerna.

## Låtlista
Alla låtar av Frank Zappa.
Sida ett
1. "Filthy Habits" – 7:33
2. "Flambay" – 4:54
3. "Spider of Destiny" – 2:33
4. "Regyptian Strut" – 4:13

Sida två
1. "Time Is Money" – 2:48
2. "Sleep Dirt" – 3:21
3. "The Ocean Is the Ultimate Solution" – 13:18